# Dag Hammarskjöld
Pour les articles homonymes, voir Hammarskjöld.
Dag Hammarskjöld, né le 29 juillet 1905 à Jönköping en Suède et mort dans un crash aérien le 18 septembre 1961, en Rhodésie du Nord (l'actuelle Zambie), est un diplomate suédois, qui fut secrétaire général des Nations unies de 1953 à 1961. Le prix Nobel de la paix lui fut décerné l'année de sa mort, à titre posthume.
Dag Hammarskjöld est un des grands acteurs de la crise congolaise. Hammarskjöld cherchait à protéger la république démocratique du Congo, nouvellement indépendante, des ingérences de mercenaires blancs (surnommés les  « Affreux ») recrutés par des sociétés minières belges et anglo-saxonnes locales pour déstabiliser le pays. Les Casques bleus avaient été envoyés les combattre. Alors que Dag Hammarskjöld se rend le 18 septembre 1961 en Rhodésie du Nord pour participer à des accords pour un cessez-le-feu, son avion s’écrase dans la forêt équatoriale. Ce crash est officiellement un accident de pilotage. Cette version est contestée et l'ONU a reconnu en 2017 qu'il ne s'agissait pas d'un accident. Plusieurs théories circulent sur les circonstances et commanditaires de l'attentat.

## Biographie

### Carrière en Suède
Dag Hammarskjöld naît dans une famille servant la monarchie suédoise depuis le XVIIe siècle. Son père, Hjalmar Hammarskjöld était un professeur de droit international, membre de la Cour permanente d'arbitrage, ambassadeur au Danemark, gouverneur du comté d'Uppsala, plusieurs fois ministre et Premier ministre suédois de 1914 à 1917. Son frère aîné, Bo, a lui aussi été gouverneur de province. Son frère Åke a travaillé comme diplomate à l'ambassade de Suède aux États-Unis avant de devenir membre du secrétariat de la Société des Nations (SDN) à sa création puis, juge en 1936 à la Cour permanente de justice internationale de La Haye.
Diplômé de l'université d'Uppsala en droit et en économie politique, il suit également les enseignements de John Maynard Keynes à l'université de Cambridge. Dag Hammarskjöld exerce de 1930 à 1934 les fonctions de secrétaire du comité gouvernemental chargé du chômage. À la même époque, il rédige une thèse d'économie à l'université de Stockholm sur les cycles économiques. Il entre à la Banque centrale de Suède en 1936 et en devient le président du conseil d'administration de 1941 à 1948. En 1947, il participe, pour le compte du ministère suédois des affaires étrangères, à la conférence de Paris sur la mise en œuvre du plan Marshall. En 1948, il participe à la conférence créant l'organisation européenne de coopération économique.
Par la suite, et bien qu'il n'ait jamais adhéré à un parti politique, il occupe des fonctions dans plusieurs gouvernements socio-démocrates. En 1949, il devient vice-ministre des affaires étrangères. En 1950, il préside la délégation suédoise à la conférence créant l'UNISCAN, un forum de consultation économique associant le Danemark, la Norvège, la Suède et le Royaume-Uni. En 1951, il est nommé ministre sans portefeuille et devient vice-président de la délégation suédoise auprès de l'Organisation des Nations unies, puis son président un an plus tard.

### Secrétaire général des Nations unies

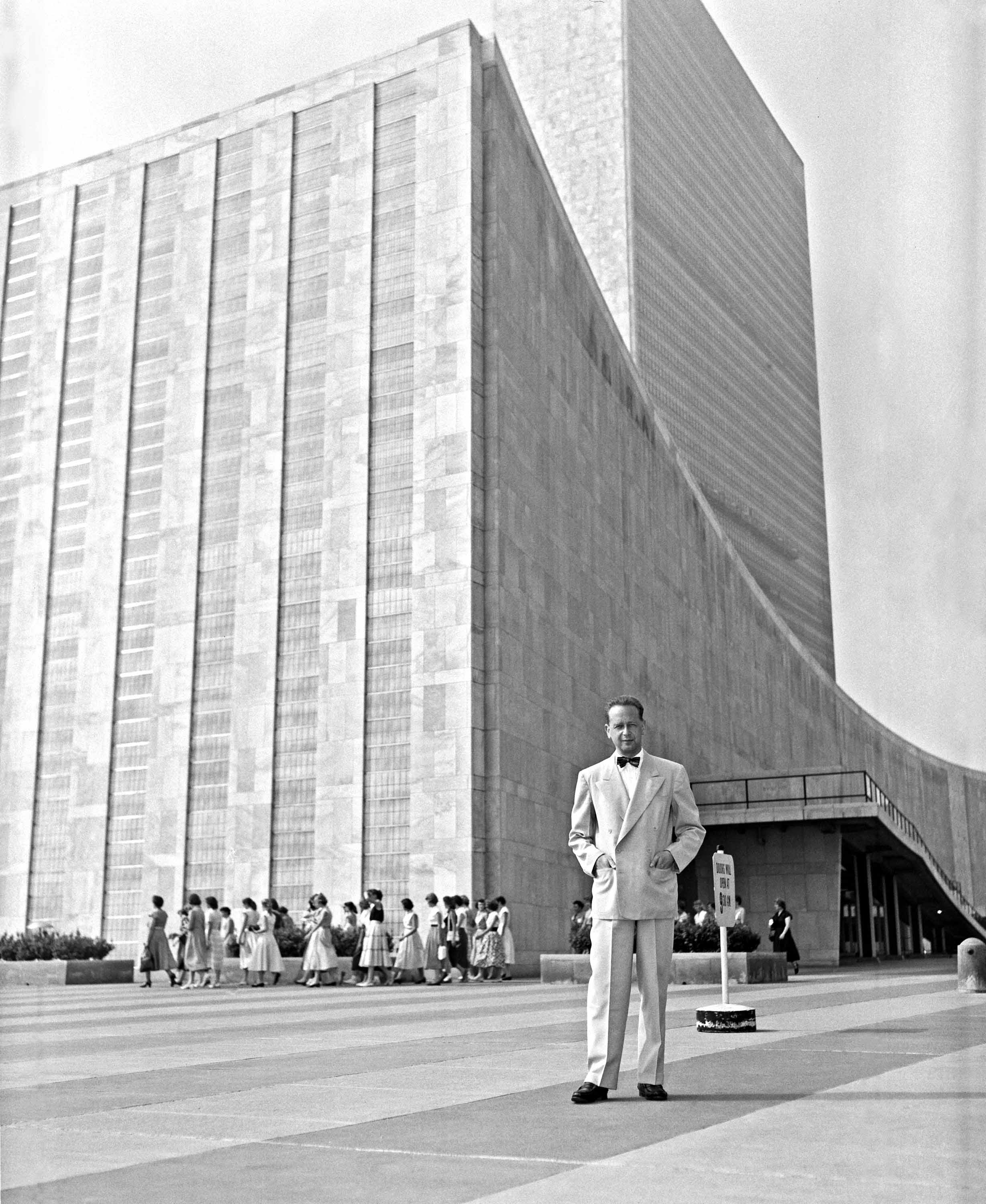
Dag Hammarskjöld devant le siège des Nations unies à New York en 1953

Après la démission de Trygve Lie du poste de secrétaire général des Nations unies, 7 des 10 membres du Conseil de sécurité proposèrent de le remplacer par Dag Hammarskjöld le 31 mars 1953. Il est élu par l'Assemblée générale, le 10 avril 1953, par 57 voix sur 60 et réélu à ce poste, à l'unanimité, en 1957.
Dès le début de son mandat, Hammarskjöld cherche à renforcer la capacité d'action du Secrétariat ainsi que l'indépendance et la neutralité de ses membres. Il recrute massivement des collaborateurs, créant une véritable fonction publique internationale onusienne. Il veille à protéger ces nouveaux administrateurs du harcèlement de la Commission de la Chambre sur les activités antiaméricaines et du sénateur McCarthy. Travailleur infatigable, pétri de l'idéal du service public international, il tente d'incarner dans les temps particulièrement difficiles de la guerre froide et des bouleversements géopolitiques liés à la décolonisation (perte par l'Occident de sa majorité automatique à l'Assemblée générale), les valeurs de la Charte des Nations unies. Selon son ami le poète W.H. Auden, il aurait un jour comparé sa fonction à celle d'un « Pape laïc ». L'ancien secrétaire général, Kofi Annan a un jour déclaré : « Quelle meilleure règle de conduite pourrait se donner un secrétaire général que d’aborder chaque nouvelle difficulté, chaque nouvelle crise en se demandant : Qu’aurait fait Dag Hammarskjöld à ma place ? ».
Sa médiation en 1955 pour obtenir la libération de 15 soldats américains capturés par la république populaire de Chine pendant la guerre de Corée, ses interventions dans la crise du canal de Suez en 1956 — avec la création de la première force d'urgence des Nations unies — et dans la crise de Jordanie en 1958 lui valurent la réputation d'ardent défenseur de la paix. Après sa mort, John Fitzgerald Kennedy le qualifiera de « plus grand Homme d'État du XXe siècle». Son refus de choisir entre le camp occidental et le camp soviétique et son engagement en faveur des nations nouvellement décolonisées, notamment celles du Bloc afro-asiatique (il se rendit dans 21 pays d'Afrique entre décembre 1959 et janvier 1960) et contre l'Apartheid (il effectua un voyage en Afrique du Sud en janvier 1961) lui valurent cependant de nombreuses critiques et inimitiés de la part des Grandes puissances, notamment lors de la crise congolaise. Après Hammarskjöld, aucun autre secrétaire général des Nations unies, n'osa affirmer, de façon aussi nette, l'autonomie et l'indépendance de l'Organisation vis-à-vis des États les plus puissants.

### Hammarskjöld et la crise congolaise

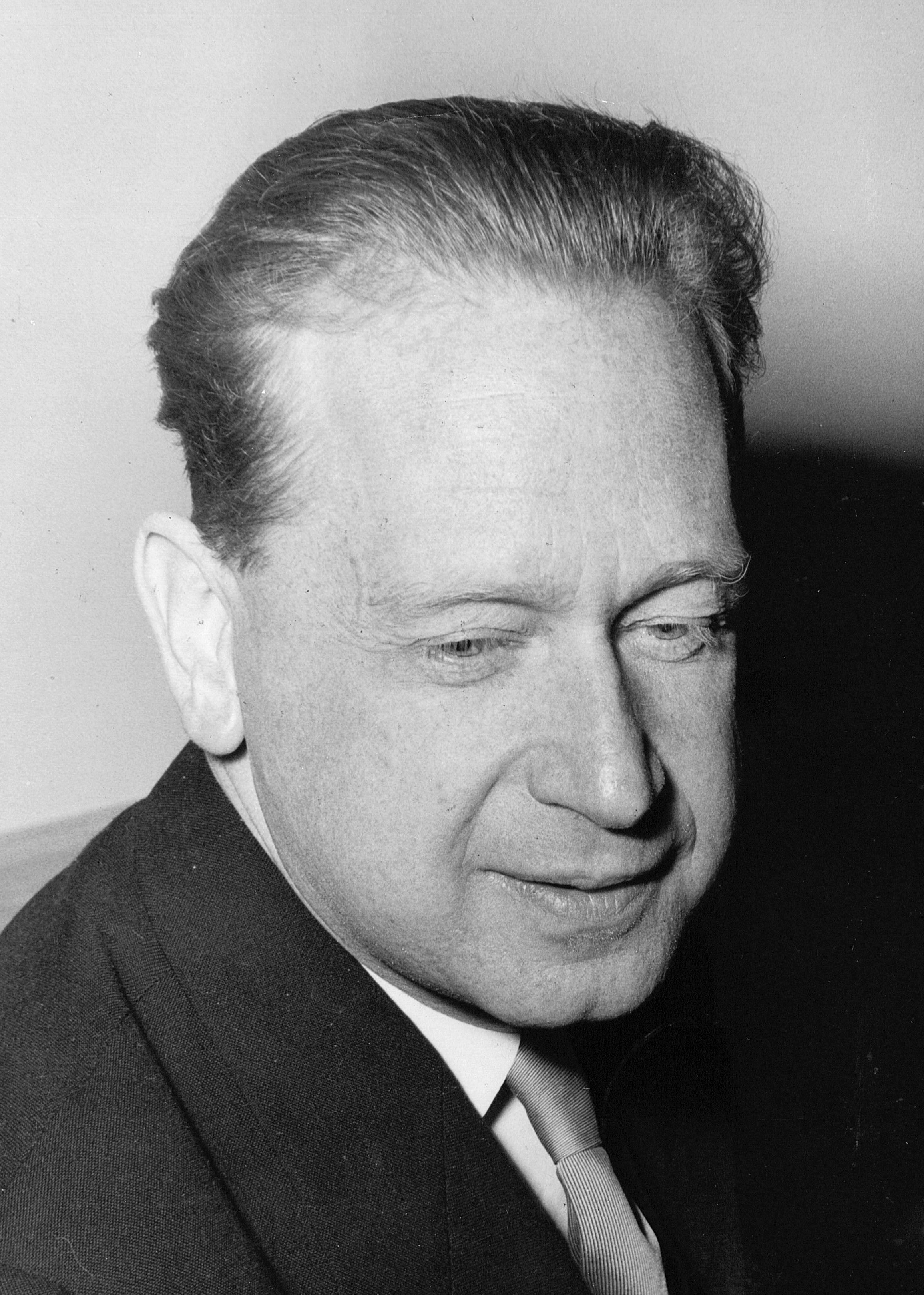
Dag Hammarskjöld en 1961.

Sachant que l'indépendance de la colonie belge avait été mal préparée et que les pays occidentaux redoutaient que ce pays minier stratégique ne passât dans la sphère d'influence soviétique, Hammarskjöld envoya dans ce pays, sans même attendre la proclamation de l'indépendance, Ralph Bunche comme représentant spécial. Après la mutinerie de l'armée, le déploiement des militaires belges dans le pays et la proclamation de l'indépendance du Katanga le 11 juillet 1960, Hammarskjöld organisa, le 12 juillet, à la demande du président congolais Joseph Kasa-Vubu et du Premier ministre Patrice Lumumba, une réunion de crise avec le Groupe des pays africains. Le 14 juillet, il fit, pour la première fois, usage de l'article 99 de la Charte des Nations pour convoquer une réunion du Conseil de sécurité sur la crise congolaise. Le jour même, le Conseil adopta la résolution 143 demandant à la Belgique de retirer ses troupes du Congo et autorisant Hammarskjöld à prendre toutes les mesures nécessaires pour fournir au gouvernement congolais l'assistance militaire dont il avait besoin. Le premier contingent de l'Opération des Nations unies au Congo (ONUC) arriva à Léopoldville (Kinshasa) 48 heures à peine après le vote de la résolution.
Malgré cela, la crise prit de l'ampleur dans les jours suivants avec la proclamation de l'indépendance du Sud-Kasaï, le 9 août 1960, puis l'arrivée de la coopération militaire soviétique à la demande du gouvernement congolais, le 15 août. Après la mise à l'écart de Lumumba de son poste de Premier ministre, l'ONUC se retrouva sous la pression des États-Unis pour soutenir le président Kasa-Vubu et celle de l'URSS pour appuyer Lumumba. Déterminé à éviter une nouvelle guerre de Corée au cœur de l'Afrique centrale, Hammarskjöld mobilisa les pays non-alignés pour préserver la neutralité de l'ONUC et éviter sa paralysie. À l'automne 1960, l'URSS fit monter la pression contre Hammarskjöld en exigeant sa démission et la création, pour diriger le Secrétariat de l'ONU d'un système de Troïka avec un membre représentant les États occidentaux, un les États non-alignés et un les États communistes. Hammarskjöld refusa de quitter son poste et l'URSS décida de ne plus contribuer au financement de l'ONUC, comme le faisait déjà la France.
Après l'assassinat de Lumumba en janvier 1961, le groupe des pays non-alignés critiqua à son tour l'action du secrétaire général et l'URSS tenta, une nouvelle fois, d'obtenir sa démission. Finalement, le Conseil de sécurité adopta, le 21 février 1961, la résolution 161, exigeant du président du Katanga sécessionniste, Moïse Tshombe qu'il se sépare de ses mercenaires étrangers. Le 28 août 1961, l'ONUC lança au Katanga l'opération Rumpunch qui permit de neutraliser un grand nombre de mercenaires. Le gouvernement katangais réagit violemment, menaçant directement les responsables onusiens au Katanga, notamment le chef de bureau de l'ONU, Conor Cruise O'Brien, le chef de l'information publique, Michel Tombelaire, le chef de l'information militaire, le lieutenant colonel Bjørn Egge et le commandant militaire de l'ONUC, lieutenant général Sean McKeown. Le 13 septembre 1961, l'ONUC lança l'opération Morthor dans l'espoir d'écraser totalement l'armée katangaise. Cette ultime initiative aurait été prise sans l'accord du secrétaire général, qui malgré tout décida de l'assumer. Elle fut extrêmement mal reçue par les États occidentaux qui souhaitaient le maintien d'une forte autonomie du Katanga et reprochaient à Hammarskjöld de ne pas les avoir prévenus avant le lancement de l'opération. C'est dans ce contexte qu'Hammarskjöld entama son ultime voyage au Congo, convaincu que de la réussite de sa mission dépendaient son maintien à la tête de l'organisation, la survie des Nations unies et l'avenir même de la paix dans le monde.

### Circonstances de sa mort
Dans la nuit du 17 au 18 septembre 1961, probablement aux alentours de 0 h 15, l'Albertina, le DC-6 affrété pour le compte de l'ONU par la compagnie suédoise Transair Sweden, qui transportait Dag Hammarskjöld, s'écrasa dans une forêt à une dizaine de kilomètres de Ndola, en Rhodésie du Nord (actuelle Zambie). Arrivé à Kinshasa (Léopoldville) le 13 septembre 1961, au lendemain du déclenchement par l'ONUC de l'opération Morthor, Hammarskjöld se rendait à Ndola afin de rencontrer le président du Katanga indépendant Moïse Tshombé. Il espérait pouvoir négocier avec lui la libération d'une compagnie de casques bleus assiégée à Jadotville ainsi que le désarmement complet des forces katangaises, en application de la résolution 161 du conseil de Sécurité. Apparemment, Hammarskjöld mourut au moment même de l'impact avec 14 autres passagers et membres d'équipage. Seul le chef de la sécurité, le sergent Harold Julien, survécut à l'écrasement, mais il décéda 6 jours plus tard.

### Enquêtes officielles
La mort de Hammarskjöld créa une grande émotion à travers le monde, en particulier dans les pays du tiers monde. Le Premier ministre congolais Cyrille Adoula accusa « les impérialistes » occidentaux d'avoir tué Hammarskjöld et il décréta un jour de deuil national.
Une enquête fut ouverte par le département de l'aviation civile de la fédération de Rhodésie. Conduite par le colonel Maurice Barber, elle dura du 19 septembre au 2 novembre 1961. Y participèrent comme observateurs des représentants de l'ONU et de la Suède. L'enquête conclut que l'avion volait à une altitude inférieure de 1 700 pieds à celle qu'il aurait dû avoir et qu'une erreur de pilotage était à l'origine du crash. Le rapport d'enquête reconnut cependant qu'on ne pouvait pas écarter la possibilité que l'avion ait été contraint de voler trop bas.
Sans attendre la conclusion de ce rapport, la Rhodésie créa une commission d'enquête présidée par le chief justice Sir John Clayden. La Commission, dans laquelle siégeaient des représentants de la Rhodésie, du Royaume-Uni, de la Suède et de l'ONU, auditionna plus d'une centaine de personnes du 16 au 29 janvier 1962. Le 9 février 1962, elle rendit un rapport disqualifiant les témoignages parlant d'explosion dans le ciel avant le crash ou de tirs sur l'avion par un ou deux autres aéronefs. La Commission ne retint pas non plus la théorie selon laquelle les pilotes auraient volé trop bas en confondant les coordonnées de Ndola avec celles de l'aéroport de Ndolo au Congo. Finalement, elle conclut à un crash accidentel résultant d'une erreur de pilotage.
De son côté, l'Assemblée générale des Nations unies décida à l'unanimité, le 26 octobre 1961, de créer une commission d'enquête sur les conditions et circonstances de la mort tragique du secrétaire général et des autres membres de l'équipage qui l'accompagnaient. Entre janvier et mars 1962, la commission conduisit près d'une centaine d'entretiens à Léopoldville (Kinshasa), Salisbury (Harare), Ndola et Genève. Elle prit note des récits des charbonniers zambiens qui avaient été les premiers à donner l'alerte au matin du 18 septembre et qui affirmèrent avoir vu, dans la nuit, un éclair dans le ciel et un ou plusieurs avions tirer sur le DC-6 avant le crash. La commission s'intéressa également au témoignage du sergent Julien recueilli par les médecins et infirmières selon lequel il y aurait eu une explosion alors que lui et Hammarskjöld se trouvaient sur la piste ainsi que des étincelles dans le ciel. La Commission envoya en Zambie un consultant, Hugo Blandiori qui rapporta que M. B.R.D Eccles, présent sur le site du crash dès l'arrivée des premiers secours, avait constaté que Hammarskjöld avait une carte à jouer dans sa main gauche, un petit trou sous son menton à droite de sa trachée et, posé à côté de lui, un revolver calibre 38. Il avait aussi été surpris que son corps n'ait pas la rigidité cadavérique escomptée pour quelqu'un qui serait décédé 15 heures plus tôt. Dans son rapport final publié en avril 1962, la commission de l'ONU ne put rendre cependant qu'un « verdict ouvert ». Elle exprima sa consternation devant le retard mis par les autorités rhodésiennes pour lancer les recherches après le crash. Elle s'étonna du comportement de l'ambassadeur britannique (High Commissioner) Lord Alport qui, la nuit du drame, affirma, contre toute évidence, que le secrétaire général avait « sûrement dû aller ailleurs », contribuant ainsi à différer les recherches. Elle jugea, finalement, que la mort du secrétaire général était suspecte mais qu'il n'était pas, pour autant, possible d'en conclure qu'il avait été assassiné.

### Les théories de l'assassinat
En 1998, la Commission de la vérité et de la réconciliation d'Afrique du Sud, présidée par Desmond Tutu, a publié des documents dont elle n'avait pu vérifier l'authenticité mais qui semblaient laisser entendre que Dag Hammarskjöld aurait été victime d'un attentat par le SAIMR, une organisation parapublique de mercenaires anti-communistes et de suprématistes blancs, développée en Afrique du Sud durant l'apartheid. Le SAIMR aurait été fondé par les Britanniques après la Seconde Guerre mondiale, dans le contexte de la guerre froide.
En 2007, Claude de Kémoularia, proche collaborateur d'Hammarskjöld, espérant que toute la lumière soit enfin faite sur cette disparition, a réuni plusieurs témoignages et développé une thèse qui entend prouver que l'avion du secrétaire général aurait été abattu par des mercenaires belges aux commandes d’un Fouga Magister.
En 2011, une enquête de l'universitaire britannique Susan Williams, auteur du livre Qui a tué Hammarskjöld? remet au jour la thèse de l'assassinat et persuade l'ONU de relancer l'enquête. En juin 2015, un panel d'experts indépendants convoqué par Ban Ki-moon et confié à Chande Othman, estime qu'il existe assez de « nouveaux éléments » pour que l'ONU reprenne le dossier. En 2017, un rapport confidentiel des Nations unies conclut que les circonstances de la mort du secrétaire général d'origine suédoise ne sont pas accidentelles. Selon les conclusions du juge tanzanien Mohamed Chande Othman, chargé de la réouverture de l'enquête, l'avion dans lequel se trouvait Dag Hammarskjöld a été volontairement abattu par un avion de chasse, sans que l'on ne puisse savoir pour l'instant à quelle faction appartenait cet avion de chasse. Les États-Unis et la Grande-Bretagne se refusent depuis 2015 à ouvrir leurs archives, invoquant des questions de « sécurité nationale ».
Selon le quotidien flamand De Morgen du 13 janvier 2019, un mercenaire belge serait l'un des auteurs de l'assassinat du diplomate : le pilote Jan Van Risseghem se trouvait aux commandes du Fouga Magister qui avait fait chuter l'avion dans lequel se trouvait le secrétaire général des Nations unies, Dag Hammarskjöld, durant la nuit du 17 au 18 septembre 1961. Le même jour, la télévision suédoise présente de nouvelles informations indiquant que l'avion de Hammaskjöld a été abattu par le mercenaire belge Jan van Risseghem, et prévoit de diffuser un documentaire sur ce sujet dans le courant du printemps.
Selon le documentaire danois Cold Case à l'ONU, l'avion aurait été abattu par le SAIMR, une organisation de suprémacistes blancs travaillant dans l'intérêt du régime d'Apartheid et du Royaume-Uni.
En 2019, Maurin Picard, journaliste français, publie les résultats de son enquête, concluant également à la thèse de l'assassinat, dans un ouvrage intitulé Ils ont tué Monsieur H, paru aux éditions du Seuil. Selon lui, l'Albertina aurait été abattu par un petit avion bimoteur DO 28 armé d'une mitrailleuse de sabord, piloté par le mercenaire allemand Heinrich Schafer[réf. nécessaire].

## Écrits et vie privée
Au cours de ses premières années à l'université d'Uppsala, Dag Hammarskjöld étudia l'histoire et la littérature française, la poésie et la philosophie. À la mort de son père, en 1953, il fut élu pour lui succéder à l'Académie suédoise. Après sa mort, on retrouva le journal qu'il tenait depuis 1925 et qui comprenait de nombreux poèmes dont plusieurs haïku. Son journal fut publié sous le titre Vägmärken (Jalons en français). Il fut préfacé dans sa traduction anglaise par son ami, le poète, W. H. Auden. L'ouvrage retrace le cheminement intérieur d'un homme d'État profondément épris de paix, aux prises avec les turbulences de son temps, ainsi qu’avec les doutes et les questionnements de ses idéaux et de sa foi.
Féru de littérature, Hammarskjöld se chargea de la traduction en suédois des poèmes de Chronique de son ami Saint-John Perse, auquel fut décerné, en partie grâce à lui, le prix Nobel de littérature en 1960. Outre le suédois, Dag Hammarskjöld parlait couramment l'anglais, le français et l'allemand.
Un autre passe-temps favori d'Hammarskjöld était la photographie. Président du club montagnard suédois de 1946 à 1951, il aimait photographier les merveilles de la nature lors de ses voyages dans les montagnes du nord de la Suède. En 2005, à l'occasion du 100e anniversaire de sa naissance, ses photos en noir et blanc ont été publiées en Suède dans un album, accompagné d'une trentaine de poèmes haïkus tirés du livre Vägmärken.

## Salle de méditation du siège des Nations unies
Dag Hammarskjöld est le créateur d'une curiosité au cœur du siège new-yorkais des Nations unies, la salle de méditation. Dès l'origine, donc avant l'arrivée de Dag Hammarskjöld au poste de secrétaire général, une petite pièce avait été prévue dans l'immeuble pour permettre à ceux qui le désiraient de se retirer et de prier ou de méditer en silence, chacun selon sa foi, comme c'est le cas par exemple dans les aéroports. Dag Hammarskjöld estima que c'était insuffisant et, avec l'aide d'un petit groupe composé de chrétiens, juifs et musulmans, the « Friends of the UN Meditation Room », il fit installer une pièce plus vaste et plus digne d'une organisation mondiale. Il supervisa personnellement dans le moindre détail l'aménagement de cette salle de méditation, dont le centre est occupé par un bloc rectangulaire de minerai de fer suédois et le mur du fond par une peinture abstraite due au peintre suédois Bo Beskow (1906-1989). Les personnes qui le souhaitent peuvent prendre place sur des bancs et rester le temps qu'elles veulent. Dans un texte explicatif destiné aux visiteurs de cet espace, Dag Hammarskjöld dit notamment : « Cette maison, dédiée au travail et au débat au service de la paix, devait avoir une salle consacrée au silence au sens extérieur et au calme au sens intérieur. Le but était de créer dans cette petite pièce un lieu où les portes s'ouvrent sur les terres infinies de la pensée et de la prière. Des gens de nombreuses religions se rencontreront ici ; pour cette raison, aucun des symboles auxquels nous sommes habitués dans notre méditation ne pouvait être utilisé. ».

## Publications
- Vägmärken, [journal], Stockholm, Albert Bonniers, 1963
  - Jalons, trad. franç. de Carl Gustaf Bjurström et Philippe Dumaine, Paris, Plon, 1966
  - Réédition avec une préface de Carlo Ossola, trad. de l’italien par Nadine Le Lirzin, Jalons, Paris, Éditions du Félin, 2010, 256 p.  (ISBN 978-2-86645-732-7).

## Hommages

### Prix Nobel de la paix
Dag Hammarskjöld a reçu le prix Nobel de la paix 1961 à titre posthume, à la suite de son décès dans des circonstances suspectes, dans un crash aérien en Rhodésie du Nord en septembre 1961. Il est le seul lauréat du prix Nobel de la paix à avoir reçu cette distinction à titre posthume, et il le restera puisque, depuis 1974, les statuts de la fondation Nobel stipulent qu'un prix Nobel ne peut être décerné à titre posthume.

Dans sa déclaration, le Comité Nobel avait particulièrement relevé l'action de Dag Hammarskjöld à la tête des Nations unies, où il avait mis en place un secrétariat général efficace et où il avait su maintenir une ligne indépendante vis-à-vis des grandes puissances. Son action personnelle en faveur de la paix était également citée dans deux situations : l'organisation d'une force de maintien de la paix au Proche-Orient après la crise du canal de Suez et son action en faveur de la paix pendant la guerre civile au Congo.

### Suède: Fondation Dag Hammarskjöld
Dès l'année du décès de Dag Hammarskjöld, la Suède a fondé une institution à son nom, la Fondation Dag Hammarskjöld, chargée de prolonger son œuvre de paix. L'initiative en revient au Parlement suédois ; elle fut ensuite saluée par l'Assemblée générale des Nations unies dans sa résolution n°1757. Après une première levée de fonds par souscription publique, cette fondation est à présent soutenue par le Ministère suédois des Affaires étrangères.

### Nations unies: médaille Dag Hammarskjöld

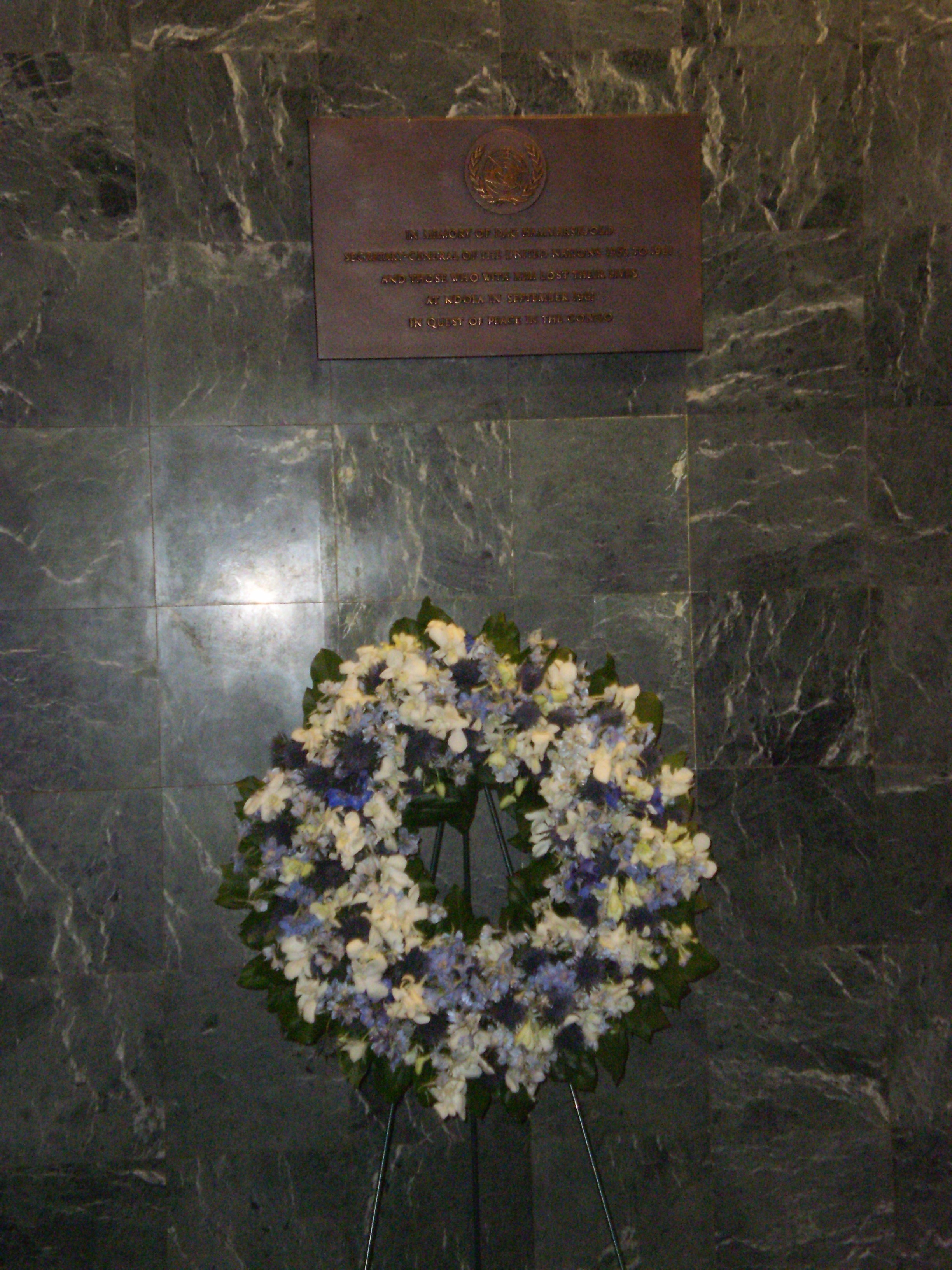
Mémorial au siège des Nations unies à New York.

Le secrétaire de l'ONU Kofi Annan a créé la médaille Dag Hammarskjöld qui est décernée à titre posthume aux personnes des forces de l'ONU mortes dans le cadre d'une opération de la paix. 
Le 6 octobre 1998, à l'occasion du cinquantenaire du début des opérations de maintien de la paix des Nations unies, les trois premières médailles furent attribuées : 
- à Dag Hammarskjöld
- au commandant René de Labarrière, officier français, premier casque bleu mort en mission de maintien de la paix de l'ONU en Palestine en 1948
- au comte Folke Bernadotte, médiateur des Nations unies en Palestine, assassiné à Jérusalem le 17 septembre 1948.

En 1961, l'Assemblée générale des Nations unies avait déjà décidé par sa résolution n°1625 d'honorer la mémoire de Dag Hammarskjöld en donnant son nom à la bibliothèque des Nations unies.

## Dans la culture populaire
En 2016, il est interprété par Mikael Persbrandt dans Jadotville (The Siege of Jadotville) de Richie Smyth.
En 2021, les rappeurs Einar et Dree Low écrivent une chanson et un clip intitulé Dag Hammarskjöld en référence au billet de 1000 couronnes suèdoises qui arbore son portrait.
Dans l'ouvrage 13 à table ! (édition 2022), l'une des nouvelles écrites par Jean-Paul Dubois porte son nom. Et ce même auteur dans son roman L’Origine des larmes (en 2024) lui consacre encore tout un chapitre.
En 2023, le cinéaste danois Per Fly, choisit à nouveau Mikael Persbrandt pour le personnifier dans le film Menace au sommet (en)

### Filmographie
- Cold case à l'ONU (Cold Case Hammarskjöld), film documentaire de Mads Brügger (Danemark, Norvège, Suède, Belgique, 2019, 2h06):
- Jadotville (2016), film irlando-sud-africain de Richie Smyth
- Menace au sommet (en)